# Ophiopristis gadensis
Ophiopristis gadensis is een slangster uit de familie Ophiacanthidae.
De wetenschappelijke naam van de soort werd in 2011 gepubliceerd door C.F. Rodrigues, G.L.J. Paterson, A. Cabrinovic, & M.R. Cunha.